# Max Adventures
Max Adventures (As Aventuras de Max no Brasil e As Aventuras do Max em Portugal) é uma série de desenho animado tailandesa de animação computadorizada (CGI) criada em 2007. É baseada na marca de sorvetes australiana "Paddle Pop" (No Brasil "Kibon" e em Portugal "Olá") atualmente pertencente a Unilever. Rendeu 9 temporadas: Cyberion, Pyrata, Kombatei, Elemagika, O Início, Dinoterra, Magilika (2014), Atlantos e Atlantos 2, além de 3 temporadas não oficiais: Lost Treasure (2004), Galatika (2005) e Magilika (2006), que na verdade foram filmes exibidos na Austrália originalmente com o título "Paddle Pop Adventures".
Todas as temporadas foram adaptadas para filmes. No entanto, em Portugal, apenas estrearam os filmes das últimas quatro temporadas. Também foram lançados DVD dos filmes, com exceção de Max Atlantos 2.
Nas versões ocidentais a série foi adaptada sobre o título de "Max Adventures" alterando o nome do personagem Paddle Pop para Max e em algumas regiões dividindo os episódios para 10 minutos.
No Brasil os episódios foram adaptados pela Unilever Brasil para serem exibidos na Nickelodeon desde outubro de 2012, porém começando com a temporada Max Begins, ignorando todas as outras antecessores. Em canal aberto é exibido pelo SBT através do programa Bom Dia & Companhia desde 2013.
Em Portugal foram exibidos primeiro na RTP2, de seguida no Canal Panda, depois na SIC K e mais tarde na SIC e também na SIC K.
A série foi criada para promover gelados com os personagens estampados nas embalagens da Heartbrand (Kibon/Olà).